# Обман и чудачества под видом науки
Обма́н и чуда́чества под ви́дом нау́ки (англ. Fads and Fallacies in the Name of Science) — вторая книга Мартина Гарднера, вышедшая в 1957 году и представляющая собой его переработанную и дополненную книгу «Во имя науки: развлекательный обзор первосвященников и культистов науки в прошлом и настоящем» (англ. In the Name of Science: An Entertaining Survey of the High Priests and Cultists of Science, Past and Present), изданную в 1952 году. Исследования того, что можно определить как лженауку и культовые верования, сделало книгу одной из первых публикаций, ставших основой научного скептического движения. Майкл Шермер отмечал, что «современный скептицизм превратился в научное движение, начало которому в 1952 году положила классическая работа Мартина Гарднера».
В книге представлены разоблачения лженауки и людей, которые занимаются её пропагандой.

## Содержание

### Синопсис
Книга возникла из краткого обзора идей «чудаков» и «лжеучёных», напирающих на доверчивость общественной печати и безответственность издательств, способствующих пропаганде подобных идей. Чудаки часто отсылают к случаям в истории, когда некогда отвергавшиеся идеи затем были приняты как верные. Гарднер признаёт, что такие случаи имели место, и описывает некоторые из них, но говорит, что времена изменились: «если вдруг будет выявлена ошибка, то сомнительная статья не будет опубликована в научном журнале». Он соглашался с тем, что «в кругу старых учёных […] иногда могут возникнуть иррациональные предубеждения против новой точки зрения», но тут же добавляет, что «определённая доля догматизма […] необходима и желательна», потому что иначе бы «наука была приведена в упадок в попытках изучить все новомодные идеи, которые появились».
Гарднер отмечал, что у чудаков есть два общих признака. Первый «и наиболее важный» заключается в том, что они работают в полном отрыве от научного сообщества. Гарднер рассматривает научное сообщество как полезную сеть, связывающую исследователя с научными областями, вместе с сотрудничеством по проверке новых теорий. Это позволяет публиковать первоначально странные теории, вроде теории относительности Альберта Эйнштейна, встреченной с непониманием. Несмотря на это, теория Эйнштейна никогда не воспринималась как плод мышления безумца и вскоре получила почти всеобщее признание. Но чудак «обосабливается от тесного взаимодействия с теми потоками, которые позволяют ввести и оценить новые идеи. Он не посылает свои выводы в признанные журналы или, если и делает это, то их отвергают по причине, которые в большинстве случаев являются великолепными».
Второй признак чудака (который часто свидетельствует об изоляционизме) — это склонность к паранойе. Есть пять путей, в которых эта склонность скорее всего проявится:
1. Лжеучёный считает себя гением.
2. Он считает прочих исследователей либо глупыми, либо нечестными, либо и то и другое.
3. Он убеждён, что против его идей ведётся кампания, сопоставимая с преследованиями Галилея и Пастера, причём в качестве обоснования факта преследований может быть обращение к теории заговора со стороны «научного масонства», не желающего никого признавать до посвящения и включения в свои ряды.
4. Вместо того, чтобы отступить в сторону от главной линии, лжеучёный выступает с нападками на неё: нападкам начинает подвергаться какой-то особо уважаемый учёный, вроде Эйнштейна, и его научные идеи.
5. Используется собственная спорная терминология и неологизмы, которые, как отмечает Гарднер, «понятны для пациента, но звучат как Бармаглот для всех остальных».

Эти и другие психологические признаки представлены на протяжении остальных глав книги, в которой Гарднер рассматривает отдельные примеры «причуд», которые он относит к лженауке.

### Главы
В соответствии с подзаголовком книги «Любопытные теории современных лжеучёных и странных, забавных и тревожных культов, которые их окружают» в двадцати шести главах обсуждаются следующие темы:
1. Во имя науки (англ. In the Name of Science) — вступительная глава.
2. Плоская и полая (англ. Flat and Hollow) — теории Плоской Земли Уилбура Гленна Волива[англ.] и Полой Земли Джонна Клеве Симмеса-младшего[англ.] и Сайруса Тида[англ.].
3. Чудовища рока (англ. Monsters of Doom) — книги Иммануила Великовского «Миры в столкновении[англ.]», Уильяма Уинстона «Новая теория Земли от её сотворения…[англ.]», Игнатиуса Доннелли «Рагнарёк: эпоха огня и песка», Ганса Хёрбигер «Учение о мировом льде»
4. Фортианцы (англ. The Forteans) — Чарльз Форт, Тиффани Тейер и Фортианское общество[англ.]; Хатчинса[англ.] — Адлера Движение Великих книг[англ.]: «во многих из них учёные представлены, в целом, как глупая масса».
5. Летающие тарелки (англ. Flying Saucers) — Кеннет Арнольд[англ.], Случай с Мантеллом; Рэймонд Палмер, Ричард Шарп Шейвер[англ.], Дональд Кейхо[англ.], Фрэнк Скалли[англ.], Джеральд Хейд[англ.] и движение НЛО.
6. Зиг-заг и завихрение (англ. Zig-Zag-and-Swirl) — Альфред Лоусон[англ.] и его «лоусономия».
7. Долой Эйнштейна! (англ. Down with Einstein!) — Джозеф Баттелл[англ.], Томас Х. Грейдон, Джордж Фрэнсис Жилет, Иеремия Джозеф Каллахан[англ.] и другие.
8. Сэр Исаак Бэбсон (англ. Sir Isaac Babson) — Роджер Бэбсон[англ.] и Фонд изучения гравитации[англ.].
9. Стержни лозоходства и волшебная лоза для отыскания руд (англ. Dowsing Rods and Doodlebugs) — Солкол В. Тромп и радионика; Кеннет Робертс[англ.], Генри Гросс и их лозоходство.
10. Под микроскопом (англ. Under the Microscope) — Эндрю Кросс, Генри Чарльтон Бастиан[англ.], Чарльз Вентворт Литтлфилд и другие, которые наблюдали самозарождение.
11. Геология против Книги Бытия (англ. Geology versus Genesis) — Филип Генри Госсе и его книга «Омфалос: попытка развязать геологический узел[англ.]»; Джордж МакКриди Прайс[англ.] и его книга «Новая геология»; сочинения Мортимера Адлера по эволюции; книга Хилэра Беллока «Опровержения господином Беллоком „Очерков истории“[англ.]», где представлена полемика с «Очерками истории[англ.]» Герберта Уэллса.
12. Лысенковщина (англ. Lysenkoism) — Ж. Б. Ламарк и ламаркизм; Т. Д. Лысенко и лысенковщина.
13. Поборники ненависти (англ. Apologists for Hate) — Ханс Гюнтер и нордизм; Чарльз Кэрролл, Мэдисон Грант, Лотроп Стоддард и расовая теория.
14. Атлантида и Лемурия (англ. Atlantis and Lemuria) — Игнатиуса Доннелли, Льюис Спенс и Атлантида; Е. П. Блаватская, Джеймс Чёрчвард и Лемурия.
15. Великая пирамида (англ. The Great Pyramid) — Джон Тэйлор[англ.], Чарлз Пьяцци Смит, Чарльз Тейз Рассел и другие с их теориями касательно происхождения и назначения Великой пирамиды Хеопса в Гизе.
16. Медицинские культы (англ. Medical Cults) — Христиан Ганеман книга «Органон врачебного искусства[англ.]» и гомеопатия; натуропатия вместе с иридодиагностикой, рефлексологией и техникой Фредерика Александра[англ.]; Эндрю Тэйлор Стил и остеопатия; Даниэль Дэвид Палмер и хиропрактика.
17. Медицинские шарлатаны (англ. Medical Quacks) — Илайша Перкинс[англ.]; Альберт Абрамс[англ.] и его защитник Эптон Билл Синклер; Рут Дорун; Диншах Пестанджи Фрамджи Гандиали; цветотерапия; Г. И. Гурджиев; Алистер Кроули; Эдгар Кейси; в приложении к главе представлены терапия Хокси[англ.] и кребиозен[англ.].
18. Диетические чудаки (англ. Food Faddists) — Гораций Флетчер[англ.] и флетчеризм; Уильям Говард Хей[англ.] (или Доктор «Раздельное питание»); вегетарианство («Мы должны здесь отстраниться от этических доводов»); Джером Ирвинг Родали[англ.] и органическое сельское хозяйство; Рудольф Штейнер, Эренфрид Пфайффер[англ.], антропософия, биодинамическое сельское хозяйство[англ.]; Гейлорд Хаузер[англ.]; Nutrilite; Дадли Джозеф Леблан[англ.] и Hadacol[англ.].
19. Сбросьте свои очки! (англ. Throw Away Your Glasses!) — Уильям Горацио Бейтс, метод Бейтса; Олдос Хаксли и его книга «Как исправить зрение[англ.]».
20. Причудливые сексуальные теории (англ. Eccentric Sexual Theories) — Арабелла Кинили; Бернарр Макфадден[англ.]; Джон Ромулус Бринкли; Фрэнк Харрис; Джон Хамфри Нойес и Онейдская община; Элис Банкер Стокхэм[англ.] и «карезза».
21. Оргономия (англ. Orgonomy) — Вильгельм Райх и оргоническая энергия.
22. Дианетика (англ. Dianetics) — Лафайет Рональд Хаббард и его книга «Дианетика: современная наука душевного здоровья[англ.]» (в то время, когда Гарднер опубликовал свою книгу понятие «саентология» ещё только вошло в оборот).
23. Общая семантика и т. д. (англ. General Semantics, Etc.) — Альфред Коржибски, Самуэль Ичие Хаякава[англ.] и общая семантика; Якоб Леви Морено и психодрама.
24. От выпуклостей к почерку (англ. From Bumps to Handwriting) — Франц Йозеф Галль и френология; физиогномика; хиромантия:* графология.
25. Экстрасенсорное восприятие и психокинез (англ. ESP and PK) — Джозеф Бэнкс Рейн[англ.], экстрасенсорное восприятие и психокинез; Нандор Фодор; Эптон Билл Синклер и его книга «Психическое радио[англ.]»; Макс Фридом Лонг[англ.].
26. Брайди Мёрфи и другие вопросы (англ. Bridey Murphy and Other Matters) — Мори Бернштейн и Брайди Мёрфи[англ.]; заключительный призыв Гарднера к строгости и ответственности в издательской деятельности.

## История написания
Второе издание книги 1957 года, опубликованной издательством Dover Publications, является существенно переработанным и дополненным вариантом книги «Во имя науки», вышедшей в 1952 году в издательстве G. P. Putnam's Sons. Подзаголовок ярко представляет тематику книги: «Любопытные теории современных лжеучёных и странных, забавных и тревожных культов, которые их окружают. Исследование человеческой легковерности». По состоянию на 2005 год книга была переиздана порядка 30 раз.

Книга возникла из статьи Гарднера, впервые опубликованной в 1950 году в литературном журнале The Antioch Review. В предисловии к первому изданию он выразил благодарность журналу за то, что позволили ему развить статью в качестве отправной точки для будущей книги. В то же время не все материалы статьи были перенесены в книгу. Так, Гарднер писал:
Читатель может удивиться, почему авторитетный учёный не публикует подробное опровержение нелепых биологических спекуляций Райха. Ответ заключается в том, что сведущему учёному нет до этого дела и, по сути, он подорвёт свою репутацию, если будет тратить время на подобную неблагодарную работу.

и пояснил в сноске:
Однако в рамки данной статьи не входит обсуждение технических критериев, по которым гипотезы получают высокую, низкую или отрицательную степень подтверждённости. Нашей целью является простое рассмотрение нескольких примеров видов научной деятельности, которым не удаётся в полной мере соответствовать научным стандартам, но в то же время результатом такой сложной психической активности будет завоевание временного успеха у людей недостаточно знающих, чтобы обнаружить некомпетентность учёного. Хотя, очевидно, нет строгой грани, отделяющей учёность от неучёности, и существуют случаи, когда научная «правоверность» может задержать принятие новых взглядов, факт остаётся фактом, что расстояние, которое отделяет знающих учёных от спекуляций Волива или Великовского, столь значительно, что качественная разница оправдывает ярлык «лженаука». Со времён Галилея история лженауки настолько выпала из истории науки, что оба потока соприкасаются в редчайших случаях.

В своей книге Гарднер писал:
В случае, когда кто-то заявляет, что Луна сделана из зелёного сыра, не стоит ожидать, что профессиональный астроном спустится со своего телескопа и напишет подробное опровержение. «Достаточно полный учебник физики будет лишь частью ответа Великовскому» — пишет профессор Лоуренс Дж. Лефлер в своей замечательной статье „Чудаки и учёные“ (Scientific Monthly, Nov., 1951) «и поэтому не удивительно, что учёный считает критику нецелесообразной».

А в итоговой главе отмечал следующее:
Так же как опытный врач способен поставить диагноз, когда новый пациент только входит в кабинет, или офицер полиции учится распознавать уголовные типы по едва различимым оттенкам поведения, которые ускользают от неопытного глаза, так и мы, пожалуй, можем научиться распознавать будущего научного чудака, когда с ним столкнёмся впервые.

## Отзывы
Газета Pittsburgh Post-Gazette особо приветствовала критические замечания Гарднера о терапии Хокси и кребиозене, которые в своё время широко рекламировались как действенные средства в борьбе с раковыми заболеваниями.
Работа Гарднера в последующем часто в книгах и статьях других авторов. Врач Луис Лазанья в своей книге «Дилеммы доктора» признаёт труд Гарднера «превосходным отчётом о научных культах, причудах и мошенничествах», а также пишет, что «этот талантливый писатель сочетает прочную фактологию с приятным изложением».

Американский социолог религии Энсон Шуп в целом отозвался о книге положительно и особо оценил юмор Гарднера, и тем не менее высказал некоторые критические замечания:
Если и есть то единственное, за что можно критиковать Гарднера […] это то, что он легко соглашается с тем, что принято считать, или по чему есть общественно согласие в современной науке XX столетия и у среднего класса американского христианства. Каким-то образом очевидно (по крайней мере для меня), что он неявно заключил соглашение с читателем в том, чтобы оценить эти маргинальные группы с точки зрения их собственных общих представлений о том, что есть «норма». В таком случае он полностью уверен, разбрасывая вокруг такие ярлыки, как «шарлатан», «чудак», «нелепый». В науке использование таких оценочных суждений может быть достаточно ограниченным по времени; также в религиях сегодняшняя ересь завтра может стать ортодоксией. Перевес, конечно же на стороне автора, критикующего маргинальные группы, потому что говоря языком статистики мало какие из них выжили. Однако, когда группа переходит из своего ненастного зачаточного состояния к процветанию, неизменно и привычные недоброжелатели выглядят несколько иначе, чем в самом начале и затем произошла смена ролей.

В 1980-х годах произошёл жёсткий взаимный обмен мнениями между Мартином Гарднером и писателем и философом Колином Уилсоном. Уилсон в книге «В поисках Вильгельма Райха» писал:
(Гарднер) пишет о различных видах чудаков с сознательным превосходством учёного и в большинстве случаев может поделиться своим чувством победы разума. Но после прочтения половины глав это нескончаемое превосходство начинает раздражать; вы начинаете задумываться о стандартах, которые делают его настолько уверенным в том, что он всегда прав. Он утверждает, что учёный, в отличие от чудака, делает всё возможное, чтобы оставаться открытым. Так как он может быть уверен, что ни один здравомыслящий человек никогда не видел летающую тарелку или не использовал стержни лозоходства, чтобы найти воду? И что, все эти люди, с которыми он не согласен, неуравновешенные фанатики? Коллега философа-позитивиста А. Д. Айера как-то с усмешкой заметил: «Я бы хотел также быть уверенным во всём, как он себе представляет всё». Мартин Гарднер вызывает то же самое ощущение.
Уилсон считал, что до этого времени они были с Гарднером друзьями, но последний обиделся на такой выпад. В феврале 1989 года Гарднер написал ответное письмо, которое было опубликовано в The New York Review of Books, где назвал Уилсона «ведущим английским оккультным журналистом, крепко уверовавшим в привидений, полтергейсты, левитацию, лозоходство, ПК (психокинез), ЭСВ и во все прочие особенности психической сцены». Вскоре после этого Уилсон выступил в свою защиту и добавил: «Что поражает меня, так это такая любопытная вещь, что господин Гарднер — и его коллеги по CSICOP — начали изничтожать „гадину паранормальности“, им хорошо удаётся создавать обстановку расширяющейся истерии». Гарднер, в свою очередь, ответил, цитируя своё раннее письмо к Уилсону: «Бывший вундеркинд, высокий и красивый в своём свитере с высоким воротом, теперь пал до одного из тех милейших чудаков, для которых земля Конан Дойля не обозначена. Они забавно рыщут одержимые маргинальной наукой…».
Пол Стьюви в Toronto Star писал, что книга Гарднера «чрезвычайно приятный снос лженаучной бессмыслицы». Писатель Эд Регис писал в The New York Times, что книга Гарднера является «классическим разносом лженауки». Майкл Шермер назвал её «классикой скептицизма последнего полувека», а также отметил, что её популярность возросла после того, как писатель-фантаст Джон Вуд Кэмбелл по радио выступил с осуждением главы про дианетику Хаббарда.
Марк Эриксон, автор книги «Наука, культура и общество: понимание науки в двадцать первом веке», отмечал, что книга Гарднера обеспечивает «дух большого оптимизма, окружавшего науку в 1950-е» и что его выбор тем «увлекателен», но также, что его нападения на «остеопатию, хиропрактику и метод Бейтса по коррекции зрения будет вызывать подъём бровей в сегодняшней врачебной среде».

Сам Гарднер постарался ответить критикам в предисловии книги:
Первой издание данной книги вызвало множество любопытных писем от разгневанных читателей. Наиболее беспощадные письма приходили от райхианцев, разъярённых тем, что в книге оргономия ставилась в один ряд с такими (для них) диковинными культами, как дианетика. Дианетинцы разделяли те же чувства по отношению к оргономию. Я услышал от гомеопатов, что они были оскорблены, найдя себя в компании с такими мошенничествами, как остеопатия и хиропрактика, и один мануальный терапевт из Кентукки «пожалел» меня, потому что я повернулся спиной к величайшему из Божьих даров страждущему человечеству. Несколько приверженцев доктора Бейтса удостоили меня письмами столько настолько плохой печатью, что я подозреваю, что их авторы срочно нуждаются в сильнейших очках. Как ни странно, большинство этих корреспондентов возражали только против одной главы, думая, что все остальные безупречны.